# NGC 1985
NGC 1985 – mgławica refleksyjna położona w gwiazdozbiorze Woźnicy. Została odkryta 13 listopada 1790 roku przez Williama Herschela. W przeszłości błędnie klasyfikowano ją jako mgławicę planetarną.